# 杉並区立済美養護学校
杉並区立済美養護学校（すぎなみくりつ せいびようごがっこう）は、東京都杉並区堀之内に所在する特別支援学校。小学部および中学部を設置しており、東京都内において唯一の区立知的障害特別支援学校である。

## 概要
本校は、知的障害のある児童・生徒を対象とする区立の特別支援学校である。教育課程としては小学部および中学部が設置されており、杉並区全域を通学区域としている。
1学級あたりの定員は6名であり、医療的ケアや個別の配慮が必要な児童・生徒に対応するため、定員3名の学級も設けられている。
通学手段としてスクールバスを運行している。卒業後は、主に東京都立練馬特別支援学校や東京都立中野特別支援学校の高等部へ進学する。

## 沿革
- 1907年（明治40年） - 今井恒郎により「日本済美学校」が開設され、全寮制少人数教育を実施[2]。
- 1950年（昭和25年） - 今井政吉が「財団法人済美学園」の敷地・建物・設備一切を杉並区に寄付。
- 1951年（昭和26年）
  - 2月 - 特殊学級（通称：済美学園）開設（小学部2学級15名）。
  - 3月 - 区立済美教育研究所開所。済美学園はその一部門となり、今井政吉が顧問に就任。
  - 4月 - 始業式（児童30名、担任3名）。
- 1952年（昭和27年）4月 - 中学部を増設。
- 1960年（昭和35年）7月 - 管理を済美教育研究所から済美小学校・大宮中学校へ移管。
- 1970年（昭和45年）3月 - 鉄筋校舎完成。
- 1973年（昭和48年）3月 - 体育館完成。
- 1974年（昭和49年）9月 - 小学部に中重度学級開設。
- 1976年（昭和51年）
  - 3月 - 小学部軽度学級を済美小学校内に移転。
  - 4月 - 中学部に訪問学級開設。
- 1977年（昭和52年）3月 - 養護学校設立構想が杉並区立養護学校設立協議会より提出される。
- 1978年（昭和53年）
  - 4月 - 中学部に中重度学級を開設。
  - 10月 - 養護学校設立準備協議会より中間答申が出される。
- 1979年（昭和54年）
  - 1月 - 区立養護学校設置が区議会で議決。
  - 2月 - 済美養護学校設置、藤原鴻一郎が初代校長に就任。
  - 3月 - 中学部軽度学級を大宮中学校内に移転。
  - 4月 - 済美養護学校開校（小学部2学級、小訪問2学級、中学部2学級、中訪問1学級）。
  - 4月11日 - 入学式（小学部25名、中学部10名）。
  - 5月4日 - 開校式挙行。
  - 8月 - 校舎増改築工事着工。
- 1980年（昭和55年）
  - 8月 - 校舎増改築工事一部完成。
  - 9月30日 - 校舎増改築工事完了、校章制定。この日を開校記念日と定める。
- 1981年（昭和56年）6月1日 - 幼児教室開設。
- 1983年（昭和58年）
  - 3月 - 校歌制定。
  - 4月 - エレベーター完成。
  - 12月 - 杉並区教育委員会研究奨励校第3年次研究発表会（研究主題「主体的に生きる力を育てる教育課程の編成をめざして」）。
- 1984年（昭和59年）
  - 3月 - 済美学園顕彰建立。
  - 学校給食優良校として東京都教育委員会より表彰。
- 1985年（昭和60年）4月 - 放送教育研究大会及び都特放大会公開授業校となる。
- 1986年（昭和61年）4月 - 第2代 水口浚 校長就任。
- 1987年（昭和62年）11月 - 杉並区教育委員会研究奨励校第2年次研究発表会（研究主題「主体的に生きる力を育てる」）。
- 1988年（昭和63年）
  - 4月 - 重度重複学級（5組D組）設置。
  - 10月24日 - 開校10周年記念式典・祝賀会開催。
- 1989年（平成元年）4月 - 第3代 中川理 校長就任。
  - 6月 - リフト付きスクールバス1台運行開始。
- 1991年（平成3年）12月3日 - 杉並区教育委員会研究奨励校第2年次研究発表会（研究主題「幼児・児童・生徒の障害の実態に応じた指導の在り方」）。
- 1992年（平成4年）4月 - 第4代 須山弘志 校長就任。
- 1993年（平成5年）3月 - 増改築工事着工。
- 1994年（平成6年）3月 - 増築校舎完成、体育館改築工事終了、引越。
- 1995年（平成7年）
  - 3月1日 - 増改築工事竣工。
  - 3月6日 - 全校舎使用開始。
  - 3月28日 - 杉並区主催落成式挙行。
  - 6月4日 - 落成記念式典開催。
- 1997年（平成9年）4月 - 第5代 中井孝吉 校長就任。
- 1998年（平成10年）
  - 1月 - 杉並区教育委員会研究奨励校第2年次研究発表会（研究主題「一人一人の障害の実態に応じた指導の在り方」）。
  - 11月7日 - 開校20周年記念式典・祝賀会開催。
- 2000年（平成12年）4月 - 第6代 中川治朗 校長就任。
- 2003年（平成15年）
  - 3月31日 - 幼児教室閉室。
  - 4月 - 第7代 中村和子 校長就任。
- 2005年（平成17年）4月 - 第8代 根本友己 校長就任。
- 2007年（平成19年）8月 - 給食室改修工事着工。
- 2008年（平成20年）
  - 3月 - 給食室改修工事竣工。
  - 4月 - 第9代 松浦隆太郎 校長就任。
  - 11月22日 - 開校30周年記念式典・祝賀会開催。
- 2009年（平成21年）9月 - 校庭芝生化完成。
- 2012年（平成24年）7月 - 全校トイレ改修。
- 2017年（平成29年）4月 - 第10代 長沼健一 校長就任。
- 2018年（平成30年）12月 - 開校40周年記念式典。
- 2020年（令和2年）4月 - 第11代 西田良児 校長就任。
- 2021年（令和3年）4月 - 中庭校舎増築。
- 2022年（令和4年）4月 - 第12代 伴比佐志 校長就任。
- 2023年（令和5年）4月 - 学校運営協議会発足、コミュニティ・スクール（CS）運営開始。

## 児童・生徒数
令和7年度
- 小学部114名（25学級）
- 中学部44名（11学級）
- 計158名（36学級）[3]

## 主な進学先
- 東京都立練馬特別支援学校（井草、上井草、下井草、阿佐谷北6丁目）
- 東京都立中野特別支援学校（上記以外の地域）[4]

## 歴代校長
| 代     | 氏名        | 就任年月  |
| ------ | ----------- | --------- |
| 初代   | 藤原 鴻一郎 | 1979年2月 |
| 第2代  | 水口 浚     | 1986年4月 |
| 第3代  | 中川 理     | 1989年4月 |
| 第4代  | 須山 弘志   | 1992年4月 |
| 第5代  | 中井 孝吉   | 1997年4月 |
| 第6代  | 中川 治朗   | 2000年4月 |
| 第7代  | 中村 和子   | 2003年4月 |
| 第8代  | 根本 友己   | 2005年4月 |
| 第9代  | 松浦 隆太郎 | 2008年4月 |
| 第10代 | 長沼 健一   | 2017年4月 |
| 第11代 | 西田 良児   | 2020年4月 |
| 第12代 | 伴 比佐志   | 2022年4月 |

## 所在地
〒166-0013　東京都杉並区堀ノ内1丁目19番25号

## アクセス
- 東京メトロ丸ノ内線（方南町支線）「方南町駅」（西口）より徒歩8分。
- 井の頭線「永福町駅」から 京王バス「大宮八幡入口」下車、徒歩8分。
- JR中央線「阿佐ケ谷駅」より、京王バスまたは都営バス渋谷駅行に乗車、「堀之内二丁目」停留所下車、徒歩8分。